# Paduk
Paduk lub padouk (padauk) – gatunek drewna pozyskiwany z afrykańskiego drzewa gatunku pterokarpus sandałowy (Pterocarpus sandalinus). Jest to drewno twarde, trwałe, o rysunku zbliżonym do mahoniu i o charakterystycznym głębokim czerwonawym odcieniu.
Paduk w lutnictwie służy do budowy instrumentów muzycznych takich, jak (harfy, cytry, gitary, ksylofony). W szkutnictwie używany jest do budowy kadłubów i elementów łodzi w tym żaglowców. Użyteczny w meblarstwie, stosowany na parkiet, jako materiał na blaty stołów, stopnice schodów, wytwarza się z niego fornir używany także do intarsji. Jako drewno odporne na wodę może być używany w kontakcie z nią np. umywalki czy obręby basenów. Używany jest także do wyrobu galanterii drewnianej, np. szachów.

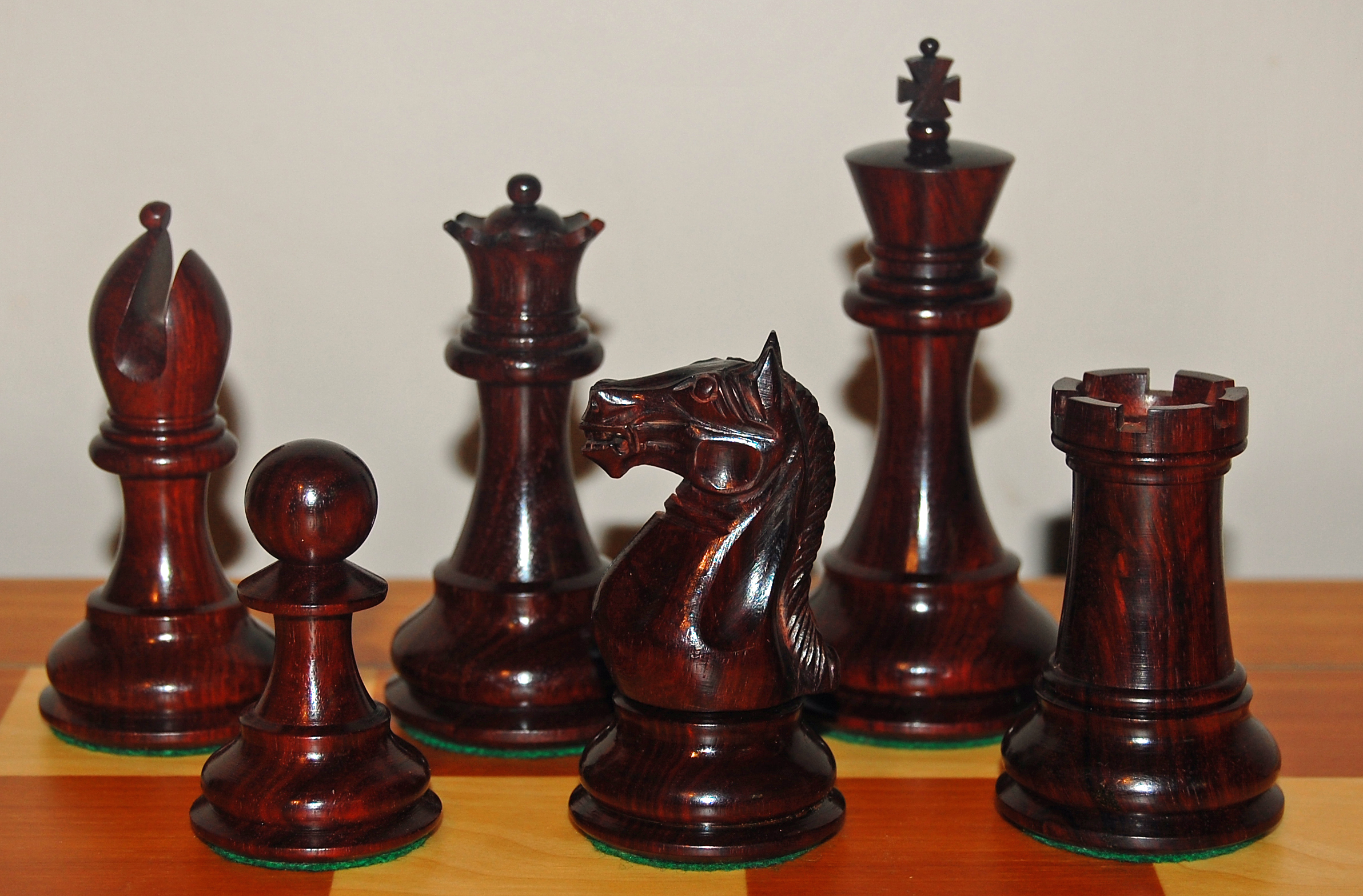
Figury szachowe z czerwonego z paduku
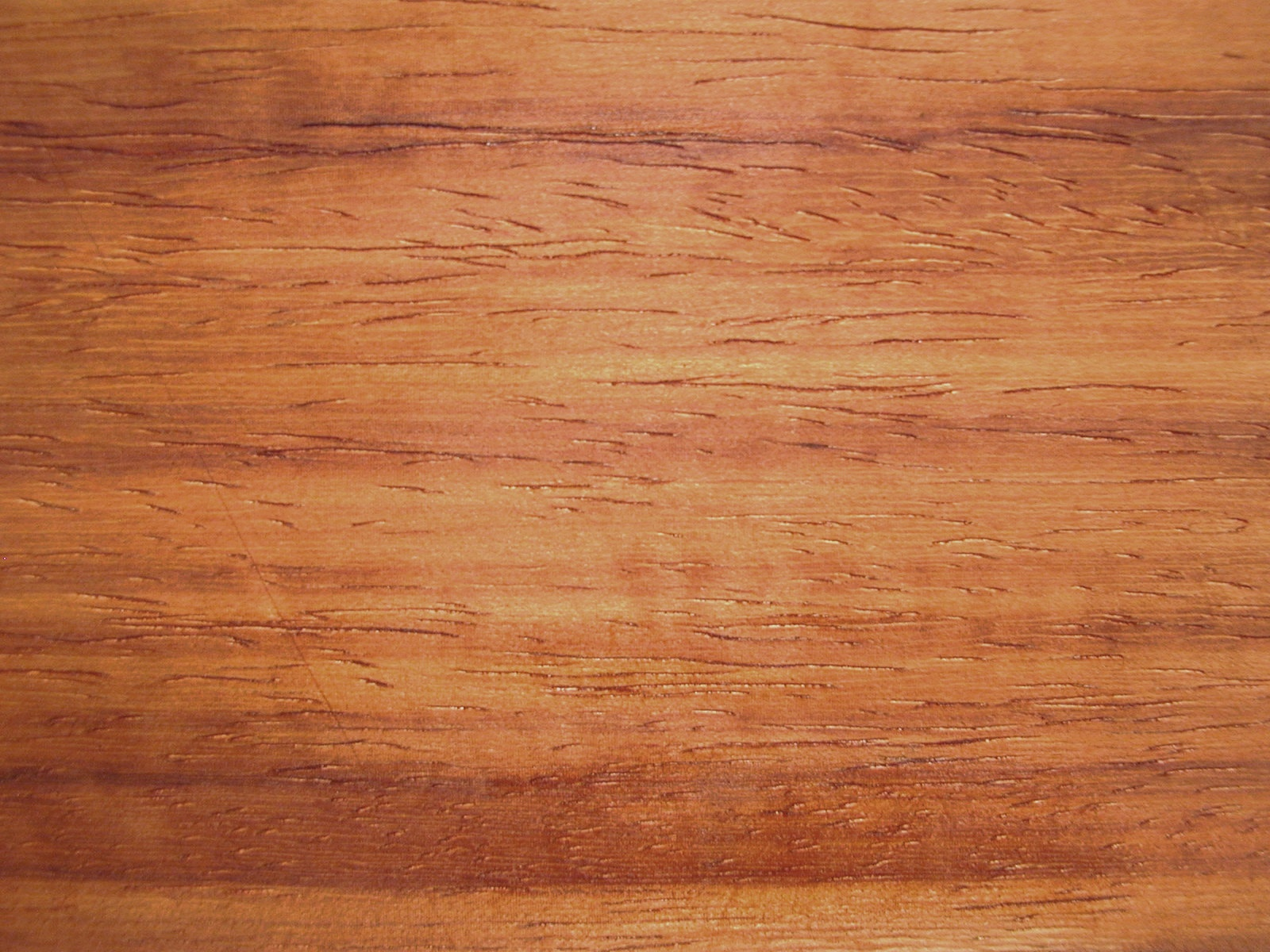
Paduk afrykański
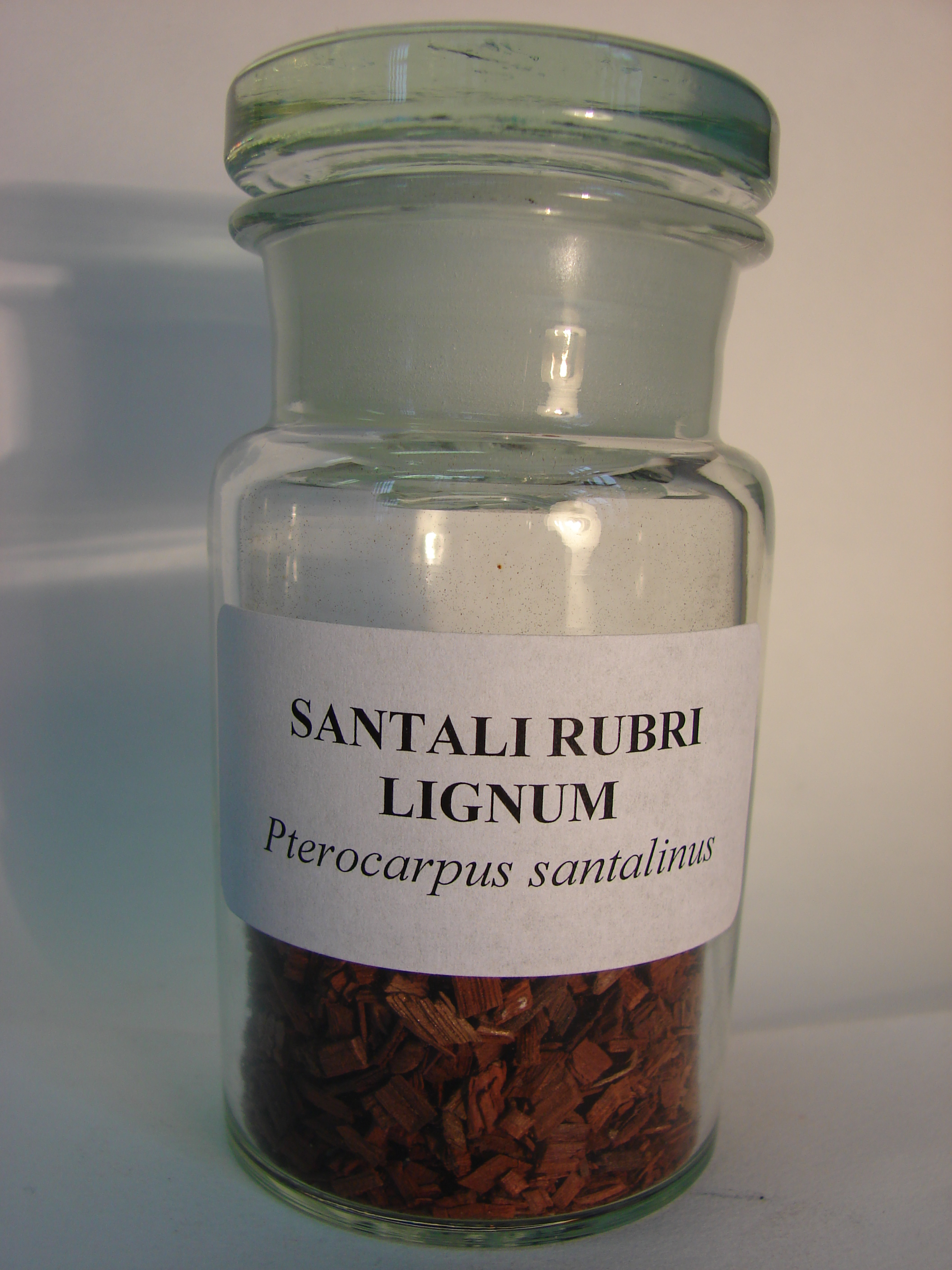
Próbka drewna
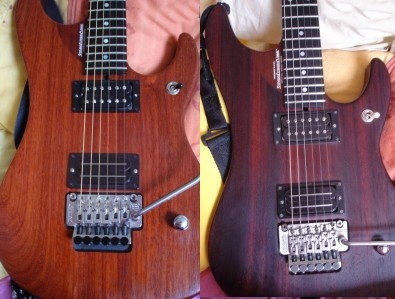
Korpus gitary elektrycznej z paduku